# 賈姆卡蘭清真寺
賈姆卡蘭清真寺（مسجد جمکران）又稱薩希卜·扎曼清真寺，是一座什葉派清真寺和聖地，位於伊朗庫姆省庫姆市郊區的賈姆卡蘭村。
賈姆卡蘭清真寺的建築以其令人驚嘆的伊斯蘭藝術和工藝而聞名，特色包括精湛的瓷磚工藝、五個雄偉的圓頂和寬敞的庭院，其中包括為紀念第十二任伊瑪目穆罕默德·馬赫迪·蒙塔扎爾而建的薩希卜·扎曼庭院。主祈禱大廳擁有令人印象深刻的伊萬，裝飾著《古蘭經》經文和伊斯蘭圖案。